# Halacritus lividus
Halacritus lividus är en skalbaggsart som först beskrevs av Lea 1925.  Halacritus lividus ingår i släktet Halacritus och familjen stumpbaggar. Inga underarter finns listade i Catalogue of Life.